# 明星站 (俄罗斯)
明星站（羅馬化：Zvyozdnaya）是聖彼得堡地鐵莫斯科－彼得格勒線的一個車站。明星站開通於1972年12月25日，設計者是K.N. Afonskya、A.C. Getskin和V.P. Shuvalova。車站舊名蘇聯列寧格勒榮譽站。